# Limbecker Straße
Die  Limbecker Straße ist eine zentrale Einkaufsstraße in der Essener Innenstadt. Sie wurde 1927 als erste Straße Deutschlands zur fahrverkehrsfreien Einkaufsstraße umgestaltet.

## Lage und Verkehr
Die Limbecker Straße beginnt in Ost-West-Richtung verlaufend am Markt und führt rund 350 Meter geradlinig hinab zum Limbecker Platz.
Einst besaß die Limbecker Straße Kopfsteinpflaster für Pferdefuhrwerke und erste Autos. Beidseitig gab es Bürgersteige. Am 14. Oktober 1927 verfügte die Tiefbauabteilung Süd der Stadt Essen eine dauerhafte Sperrung für Fahrzeuge jeglicher Art.

## Geschichte
Die Limbecker Straße ist Teil des gesamten etwa 500 Meter langen, in Ost-West-Richtung verlaufenden Straßenzuges vom einstigen Steeler- zum Limbecker Tor, der Teil des Handelsweges Hellweg war. Der Hellweg kreuzte die in Nord-Süd-Richtung verlaufende Strata Coloniensis – ein Teil von dieser ist heute etwa der Straßenzug von Viehofer- und Kettwiger Straße – einer der fünf Altstraßen aus dem Frühmittelalter, die Köln mit dem Umland verbanden. Nahe der Kreuzung dieser beiden einst wichtigen Handelswege gründete Altfrid um 850 das Damenstift Essen, der Beginn der heutigen Stadt Essen.
Für die Limbecker Straße, die namentlich 1323 erstmals in Schriftquellen als platea Lynnebeke auftaucht und im 16. Jahrhundert Lyndenbekerstrat und Lyndenbeker Straße genannt wird, ist die Lindenbecke, oder später Limbecke (Becke für Bach), namensgebend. Es war ein Bach, der früher am heutigen Limbecker Platz durch einen Teich floss. Im Westen der einst von Stadtmauer und Graben umgebenen Stadt Essen betrieb dieser Fluss mehrere Mühlen in der Nähe des im Jahr 1323 erstmals erwähnten Limbecker Tores (Porta Lindenbeke) und speiste teilweise den Stadtgraben. Da alle damaligen Stadtansichten Essen von Osten her zeigen, ist kein Bildmaterial zum westlichen der vier Essener Stadttore bekannt. Es war zudem für das östlich dahinter liegende, damals bevölkerungsreichste Stadtviertel namensgebend.
Der Bereich um das einstige Limbecker Tor befand sich im Mittelalter deutlich unter dem heutigen, durch Aufschüttungen gehobenen Geländeniveau. So fand man 2008 beim Aushub zum Bau des heutigen Einkaufszentrums Teile des Hellwegs.
Die Essener Volkszeitung hatte seit ihrer Gründung 1866 ihren Sitz in der Limbecker Straße 65.
Im Bereich des einstigen Stadttores, dessen Niederlegung etwa auf das Jahr 1820 geschätzt wird, war 1877 ein Triumphbogen in der Limbecker Straße errichtet worden. Grund war der Besuch von Kaiser Wilhelm I. am 2. September 1877 in Essen. Den Bogen schmückte zuoberst eine Fahne mit dem Essener Stadtwappen. Im Bogen stand gekrümmt die Inschrift: Welch eine Wendung durch Gottes Führung; das schrieb Wilhelm I. nach der Schlacht bei Sedan am 2. September 1870, dem damaligen Gedenktag Sedantag.
Die Ansiedlung von Einzelhandelsgeschäften und Warenhäusern in der Limbecker Straße begann zu Anfang des 20. Jahrhunderts, so dass hieraus der Ruf von Essen als Einkaufsstadt entstand.
Die durch das Limbecker Tor verlaufende Limbecker Straße führte vor dem Zweiten Weltkrieg auch westlich des Tores noch weiter, bis dieser Teil 1933 zur Zeit des Nationalsozialismus in Thomaestraße, nach Gottfried Thomae, einem 1928 durch Zusammenstöße mit Kommunisten getöteten Nationalsozialisten, umbenannt wurde. Dort bog noch vor dem heutigen Kreisverkehr in der ersten Hälfte des 19. Jahrhunderts die Rheinische Straße nach Nordosten zum Bahnhof Essen-Nord ab, der als Rheinischer Bahnhof eröffnet worden war. An der nächsten Straßenecke bog die Segerothstraße direkt von der Limbecker Straße ab. Schließlich endete die Limbecker Straße im Westen an der Kreuzung zur Altendorfer Straße, also am Eingang zur Krupp-Gussstahlfabrik. Mehrere alte Straßenverläufe im Bereich der Essener Innenstadt existieren nach dem Zweiten Weltkrieg nicht mehr wie zuvor, da das Stadtzentrum zu rund 90 Prozent in Schutt und Asche lag.

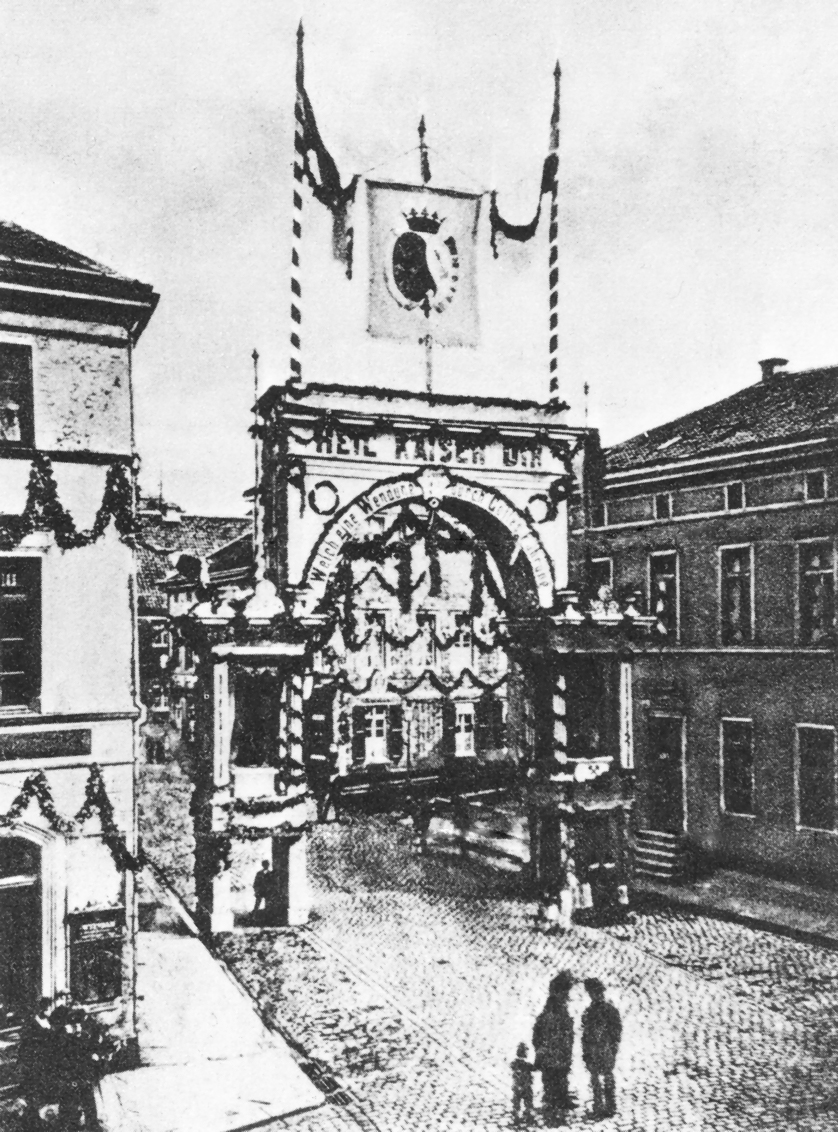
Torbogen in der Limbecker Straße zu Ehren Kaiser Wilhelm I. im September 1877, dahinter rechts biegt die Lindenallee ab.
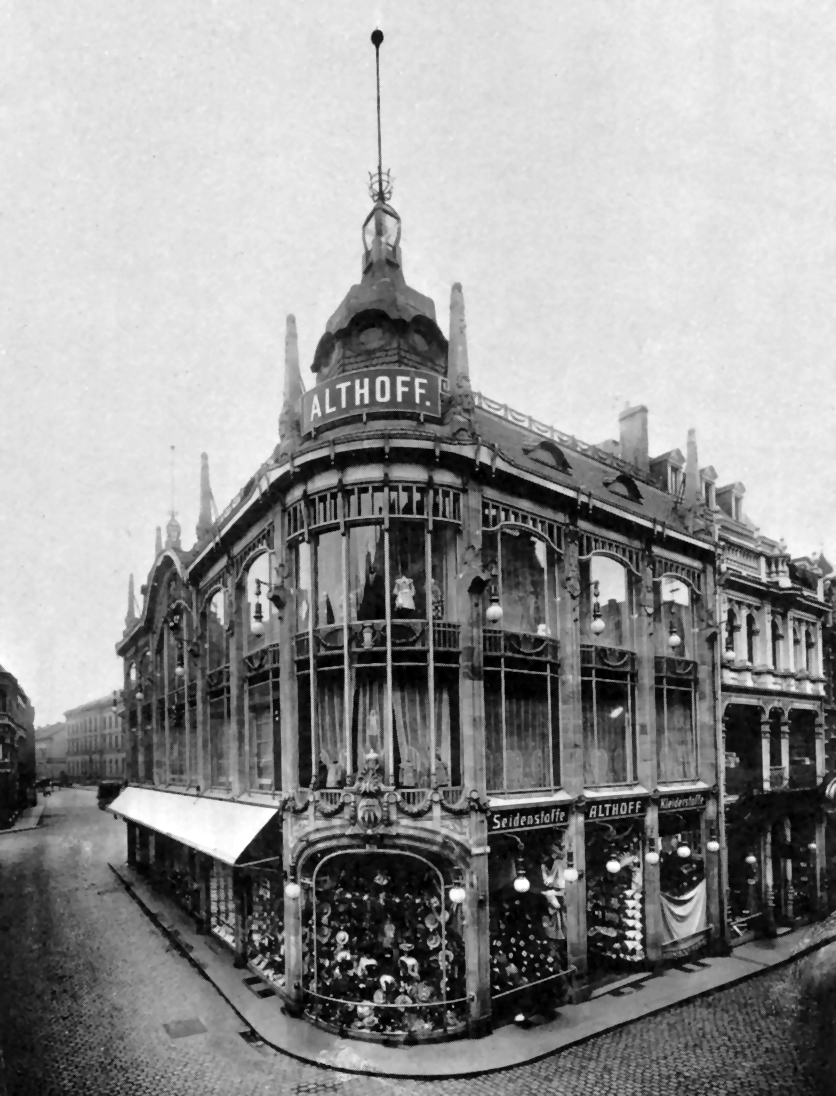
Ecke Limbecker Straße/III. Hagen um 1905: Althoff-Warenhaus
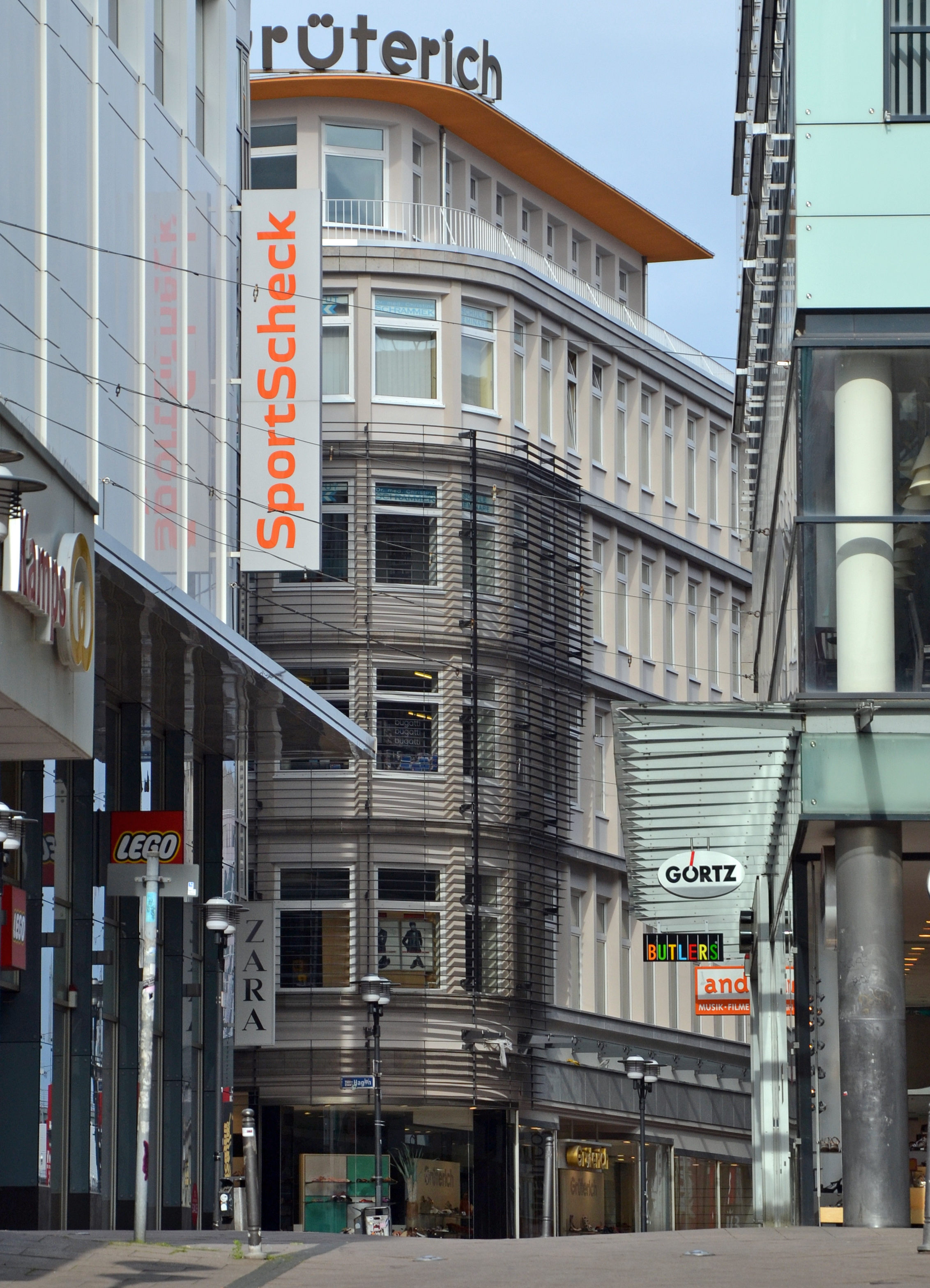
Ecke Limbecker Straße/III. Hagen 2015: Schuhhaus Grüterich
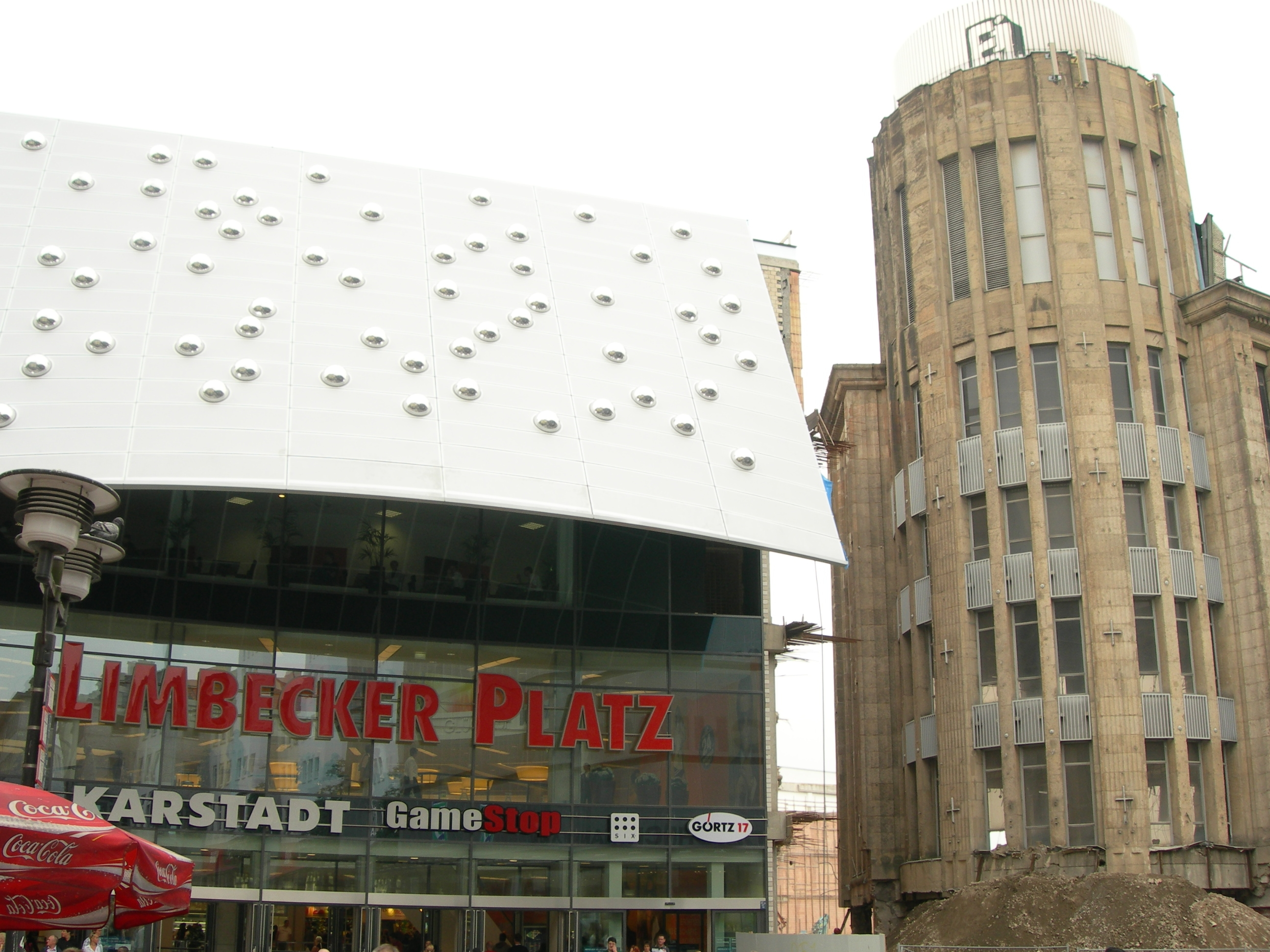
rechts: einstiges Althoff-Warenhaus von 1912 kurz vor dem Abriss 2008

## Verlauf
Durch das einstige Limbecker Tor verlief die Limbecker Straße, die damals wie heute Richtung Osten zum Marktberg mit der Marktkirche am Flachsmarkt hinauf führt. Beiderseits der Straße befinden sich heute auf ihrem gesamten, etwa 350 Meter langen Verlauf Einzelhandelsgeschäfte. Die Hausnummern beginnen im inneren Stadtkern im Osten.
1912 war ein Kaufhaus des Dülmener Kaufmannes Theodor Althoff an der Ecke Limbecker Straße/Grabenstraße (heute Friedrich-Ebert-Straße) eröffnet worden. Es galt zu dieser Zeit als eines der größten Warenhäuser Deutschlands. Nachdem das Haus im Krieg zerstört worden war, wurde das nun seit 1920 zu Karstadt gehörende Kaufhaus wiederaufgebaut im Juni 1954 neueröffnet. 2008 wurde es zugunsten des heutigen Einkaufszentrums schließlich abgerissen. Gegenüber dem Althoff-Warenhaus auf der Limbecker Straße gab es bereits vor 1910 das Modehaus Sinn, das 1943 den Bomben zum Opfer fiel. Anfang der 1960er Jahre gab es an dieser Stelle ein neues Sinn-Modehaus. Anfang der 1970er Jahre entstand das Quelle-Kaufhaus, das später wieder SinnLeffers beherbergte, bis es ebenfalls 2008 dem neuen Einkaufszentrum weichen musste.
Von der Kreuzung der Friedrich-Ebert Straße nach Osten befand sich zu Beginn des 20. Jahrhunderts rechts vor der Einmündung der Lindenallee die Hirschapotheke. Gegenüber, vor der Mündung der Kastanienallee, wo seit 2007 die Essener Firma Deichmann ein Schuhhaus neu errichtete, war in den 1930er Jahren das Hutgeschäft der Geschwister Gutmann. Nach dem Krieg stand hier das Haus von Haushaltswaren Scheepers.
Im weiteren Verlauf nach Osten gab es noch um 1910 teilweise alte, schieferverkleidete Fachwerkhäuser aus dem 18. und auch 19. Jahrhundert, die, wie bereits neuere Häuser, zu dieser Zeit kleinere Geschäfte beherbergten. Auch heute ist in diesem Straßenverlauf durchgehend Einzelhandel ansässig. An der Ecke zum III. Hagen, dort, wo seit 1932 der Schuhladen Samson und bis 2016 das Schuhhaus Grüterich war, erbaute Theodor Althoff 1903 sein erstes Warenhaus in Essen. Weiter oberhalb an der Ecke zur Straße Schwarze Horn, die vor dem Krieg zum II. Hagen gehörte, befand sich das 2016 geschlossene Kaufhaus von Sportscheck. Zuvor befand sich hier bis 1997 das Bekleidungshaus Cramer & Meermann. Es wurde nach dem Krieg neu aufgebaut und Anfang Juni 1951 neueröffnet. Um 1900 stand hier ein anderes Haus mit dem Wäschegeschäft Heinrich Mischell. Auf der gegenüberliegenden Ecke, an der heute das Schuhhaus Görtz ansässig ist, war zuvor ein Kepa Kaufhaus. Um 1900 gab es an dieser Ecke das Geschäftshaus Freudenberg, das 1929 durch ein neues sechsstöckiges Gebäude nach einem Entwurf des Architekten Ernst Knoblauch ersetzt wurde. Es besaß 13.000 Quadratmeter Nutzfläche sowie Fahrstühle, Rolltreppen und eine Kantine und einen Dachgarten für das Personal.